# Hylesia umbratula
Hylesia umbratula är en fjärilsart som beskrevs av Dyar 1927. Hylesia umbratula ingår i släktet Hylesia och familjen påfågelsspinnare. Inga underarter finns listade i Catalogue of Life.